# Висман, Матиас
Матиас Висман (нем. Matthias Wissmann; род. 15 апреля 1949) — немецкий юрист и политик, министр научных исследований (1993), министр транспорта (1993—1998).

## Биография
Висман родился 15 апреля 1949 года в Людвигсбурге. Изучал право в Боннском университете. В 1965 году он вступил в Молодёжный союз Германии, а в 1968 году стал членом ХДС. В 1973—1983 годах был федеральным лидером Молодёжного союза.
В январе 1983 года Висман стал министром научных исследований Германии при канцлере Гельмуте Коле. В мае получил должность министра транспорта. В 1998 году после парламентских выборов Висман ушёл из правительства.
В 1998—2000 годах Висман был федеральным казначеем ХДС.